# Silton (Saskatchewan)
Silton est une ville de la Saskatchewan, au Canada.

## Démographie
| 2001 | 2006 | 2011 | 2016 |
| ---- | ---- | ---- | ---- |
| 94   | 91   | 95   | 71   |